# Dampvalley-lès-Colombe
Dampvalley-lès-Colombe település Franciaországban, Haute-Saône megyében. Lakosainak száma 119 fő (2022. január 1.). Dampvalley-lès-Colombe Montcey, Calmoutier, Colombe-lès-Vesoul, Frotey-lès-Vesoul és Noroy-le-Bourg községekkel határos.

## Népesség
A település népességének változása:
| Lakosok száma | 102  | 107  | 110  | 113  | 116  | 116  | 120  | 120  | 119  |
|               | 2013 | 2015 | 2016 | 2017 | 2018 | 2019 | 2020 | 2021 | 2022 |